# Aleš Bílek
Aleš Bílek (23. srpna 1932 Metylovice – 20. června 2025 Praha) byl český klavírista, pedagog a spoluzakladatel Foersterova tria.

## Životopis
Aleš Bílek se narodil 23. srpna 1932 v Metylovicích v okrese Frýdek Místek. V letech 1947 až 1953 vystudoval konzervatoř v Brně u Františka Schäfra a v letech 1953 až 1958 pražskou HAMU u Františka Maxiána.
Poprvé samostatně vystoupil v prosinci 1955 v Hradci Králové. Zúčastnil se několika zahraničních soutěží, mimo jiné Mezinárodní klavírní soutěže Ference Liszta v Budapešti, Čajkovského klavírní soutěže v Moskvě. V soutěži Pražského jara získal v květnu 1957 třetí cenu. Vystupoval například ve Švédsku, v USA, v Norsku a ve Venezuele, kde v letech 1969 až 1970 učil a následně mu bylo uděleno čestné občanství města Méridy.
Od roku 1960 se věnoval pedagogické činnosti, vyučoval na Pardubické a Pražské konzervatoři, na Konzervatoři Jaroslava Ježka a na HAMU.
V roce 2002 získal cenu Nadace Život umělce Senior Prix.
Aleš Bílek zemřel 20. června 2025 v Praze ve věku 92 let.